# Psychomodulační látka
Psychomodulační látka je výraz označující kategorii psychoaktivních látek, pro jejichž kontrolu a regulaci je od roku 2021 v České republice vytvářena zvláštní zákonná úprava.
Psychomodulační látky (někdy jsou označovány zkráceně jako PML) jsou definovány jako psychoaktivní látky s nízkým zdravotním a společenským rizikem (tedy v zásadě se známým a akceptovatelným bezpečnostním profilem), které mohou být jako svébytná kategorie výrobků uváděny na trh k lidské spotřebě. Jejich regulace je nezávislá na jiných legislativních rámcích a kategoriích látek či produktů, jako jsou kontrolované návykové látky (drogy), léčiva nebo potraviny a doplňky stravy.

## Legislativní rámec psychomodulačních látek
Psychomodulační látky jsou tedy především legislativní kategorií, jejímž cílem je zavést přiměřenou a moderní regulaci psychoaktivních látek. Jediná dosavadní možnost kontroly psychoaktivních látek je jejich prohibice, tj. zákaz jejich používání mimo medicínský nebo výzkumný kontext. Tento prohibiční režim je celosvětově zaveden od r. 1961 a je dán třemi mezinárodními úmluvami v oblasti drog z r. 1961, 1971 a 1988, které se týkají stovek psychoaktivních látek (tzv. omamných a psychotropních látek) obsažených v přílohách úmluvy z r. 1961 a 1971. Prohibiční režim se však netýká např. alkoholických nápojů nebo tabákových výrobků, i když jde o psychoaktivní látky a produkty s vyšší zdravotní a celkovou společenskou škodlivostí, než představují omamné a psychotropní látky, které jsou předmětem prohibice. V českém právním řádu je prohibiční režim ustanoven zákonem č. 167/1998 Sb., o návykových látkách a navazujícím  nařízením vlády č. 463/2013 Sb., o seznamech návykových látek, a nařízením vlády č. 455/2009 Sb., kterým se pro účely trestního zákoníku stanoví, které rostliny nebo houby se považují za rostliny a houby obsahující omamnou nebo psychotropní látku.
Regulace psychomodulačních látek prohibiční režim obchází, neboť se týká psychoaktivních látek, které nejsou kontrolovány jako omamné a psychotropní látky mezinárodními úmluvami v oblasti drog nebo evropskými předpisy, tj. nejsou na seznamech kontrolovaných omamných a psychotropních látek (nelegálních drog). Jde tedy především o látky, které jsou označovány jako tzv. nové psychoaktivní látky. Jako základ legislativního rámce pro psychomodulační látky je použit článek 1b Rámcového rozhodnutí Rady 2004/757/SVV, který umožňuje členským státům Evropské unie kontrolovat nové psychoaktivní látky podle vlastního uvážení, pokud nejsou předmětem kontroly na unijní úrovni.

## Regulace psychomodulačních látek jako alternativa prohibice
Od konce 80. let 20. století se prohibice s přísným prosazováním nástroji trestního práva (kriminalizací), a to i uživatelského chování a nakládání pro vlastní potřebu, stala celosvětově dominantním konceptem pro regulaci psychoaktivních látek na mezinárodní i národní úrovni a vedla k tzv. válce proti drogám s militarizací drogových politik. Účinnost takové trestní prohibice v kontrole psychoaktivních látek byla opakovaně zpochybněna, prohibice je zdrojem škod v oblasti, zdravotní, společenské, lidskoprávní, bezpečnostní nebo ekonomické. Přesto je prohibiční režim obtížné zrušit, změnit nebo reformovat, neboť jde o systém obrněný vůči jakýmkoliv zásahům nebo alternativám.
Regulace psychomodulačních látek vyplňuje prázdné místo mezi v současnosti existujícími extrémními alternativami, tj. mezi prohibicí a kriminalizací na jedné straně a neregulovanou neomezenou dostupností na straně druhé, které jsou spojeny s nejvyššími zdravotními a celkovými společenskými škodami (model regulace dostupnosti a její vliv na společenské škody je také označován jako U-křivka). V tomto regulačním vakuu není např. možné omezit dostupnost výrobku dětem a nezletilým, zajistit adekvátní informovanost spotřebitelů (psychoaktivních látky jsou např. nabízeny jako sběratelské předměty apod.), ale zejména je absence přiměřené regulace zdrojem morálního dilematu, kdy politici a nositelé rozhodovacích pravomocí při snaze o regulaci nabídky stojí před rozhodnutím buď nereagovat vůbec nebo podrobit psychoaktivní látku nepřiměřeně přísnému prohibičnímu režimu.

## Parametry regulačního rámce pro psychomodulační látky
Nakládání s psychomodulačními látkami ve smyslu dovozu, výroby, prodeje (uvádění na trh konečným spotřebitelům) bude předmětem povolení. Vývoz psychomodulačních látek je podle schválené verze zákona zakázán. Prodej bude podléhat přísným podmínkám: tyto látky budou moci být uváděny na trh pouze v jednotkovém balení se zdravotním a bezpečnostním varováním, bude omezeno jejich množství v balení a koncentrace účinných látek, bude kontrolován obsah cizorodých látek (chemické a mikrobiologické limity) a uživatel obdrží informace o zdravotních rizicích a doporučeném dávkování. Prodej bude povolen pouze ve specializovaných prodejnách, prodej nezletilým a prodej prostřednictvím prodejních automatů bude zakázán. Vstup nezletilým do specializovaných prodejen bude zakázán. U online prodeje bude dvojí kontrola zletilosti (např. prostřednictvím bankovní identity nebo kontrolou občanského průkazu) jak při objednávce, tak při převzetí zboží (pouze doporučeně s kontrolou identity). Reklama na psychomodulační látky bude zakázána. Nová regulace také umožní rychle reagovat na novou látku ještě před posouzením její škodlivosti a zabránit její nekontrolované distribuci a dostupnosti tím, že vznikne seznam tzv. zařazených psychoaktivních látek, jejichž uvádění na trh (prodej) bude zakázáno, ale nedovolené nakládání s nimi nebude předmětem nepřiměřeně přísných trestů jako u omamných a psychotropních látek.
Regulovaný trh s psychomodulačními látkami by se měl v první fázi týkat kratomu a dále produktů z technického konopí s nízkým obsahem delta-9-tetrahydrokanabinolu, určených k rekreační spotřebě. Dále se uvažuje o hexahydrokanabinolu (HHC) jako o látce, která může být zařazena mezi psychomodulační látky.
Regulace psychomodulačních látek odpovídá principům tzv. chytré regulace psychoaktivních látek, které byly navrženy jako principy moderní regulace psychoaktivních látek:
- psychoaktivita látky jako taková není dostatečným důvodem pro její zákaz, neboť lidé dokáží udržet kontrolu nad jejich užíváním (souvisí také s principem tzv. kognitivní svobody),
- základním cílem a měřítkem regulačního rámce musí být snížení škod spojených s existencí dané látky/produktu (princip harm reduction),
- míra regulace musí odpovídat škodlivosti látky/produktu,
- je potřeba regulovat rizikovost produktu a jeho prodej včetně reklamy,
- dospělí uživatelé mají právo na adekvátní informace o psychoaktivní látce,
- je potřeba zabezpečit dostupnost prevence a léčby těch, kteří ztratili kontrolu nad užíváním látky,
- spotřební zdanění a další ekonomické nástroje jsou nástrojem regulace spotřeby a zdrojem prostředků na prevenci a léčbu,
- trestní právo by mělo být krajním nástrojem regulace lidského chování, lidé by neměli být trestáni za činy s nízkou společenskou nebezpečností,
- před nabídkou závislostních produktů je nutno ochránit děti a nezletilé,
- legální trh by měl být chráněn před rozvojem nebezpečné nelegální nabídky.

## Proces přípravy regulace psychomodulačních látek
- V listopadu/prosinci 2021 vznikl záměr regulačního rámce, nová kategorie získává svůj název (psychomodulační látky) a vzniká první návrh zákona.
- Od listopadu 2022 je příprava zákona v gesci pracovní pracovní skupiny pod sekretariátem Rady vlády pro koordinaci politiky v oblasti závislostí a Národním protidrogovým koordinátorem, od podzimu 2022 je předmětem široké meziresortní diskuze a bilaterálních jednání s klíčovými ministerstvy a institucemi (ministerstvo zdravotnictví, ministerstvo zemědělství, Státní zemědělská a potravinářská inspekce, ministerstvo financí, Národní protidrogová centrála Policie ČR apod.).
- Návrh regulace PML byl několikrát diskutován také na vládní úrovni, zejména ve vztahu ke kratomu nebo konopí s nízkým obsahem tetrahydrokanabinolu nebo semi-syntetickým kanabinoidům (např. HHC, THCP), které nejsou mezinárodně kontrolovány jako omamné a psychotropní látky, ale které nemohou být zařazeny vzhledem ke svému psychoaktivnímu účinku mezi potraviny. Současně bylo v průběhu projednávání nové regulace dohodnuto, že se vzhledem k časové naléhavosti potřeby regulace těchto látek půjde cestou poslaneckého návrhu zákona.
- Vláda na žádost ministra zdravotnictví jednala o doplnění seznamů nařízení vlády č. 463/2013 (o seznamu návykových látek, tj. omamných a psychotropních látek) dne 12. července 2023 a neschválila návrh ministra zdravotnictví na zařazení látek ADB-BUTINACA, hexahydrokanabinol (HHC), 7-hydroxymitragynin, kratom, mitragynin a tetrahydrokanabiforol (THCP) na seznam kontrolovaných omamných a psychotropních látek s tím, že je pro tyto látky připravován nový regulační rámec.
- V poslední fázi (červenec/srpen 2023) před předložením jako poslaneckého návrhu, byl návrh intenzivně finalizován týmem sekretariátu Rady vlády pro koordinaci politiky v oblasti závislosti ve spolupráci s Inspektorátem pro omamné a psychotropní látky a odborem legislativy ministerstva zdravotnictví
- Skupina poslanců, členů zdravotního výboru Poslanecké sněmovny Parlamentu České republiky (Zdenka Němečková Crkvenjaš, Tom Philipp, Věra Adámková, Michaela Šebelová, Martina Ochodnická, Klára Kocmanová, David Kasal) předložila sněmovně návrh zákona 31. 7. 2023. Návrh zákona byl rozeslán poslancům jako tisk 504/0 dne 1. 8. 2023.[12]
- Vláda poslanecký návrh projednala dne 30.8.2023 a zaujala k němu souhlasné stanovisko i přes řadu připomínek (zaevidováno v eKLEP pod čj. OVA 751/23).
- 1. čtení v Poslanecké sněmovně proběhlo 26. 9. 2023 na 76. schůzi (usnesení č. 772). Návrh zákona byl přikázán k projednání Výboru pro zdravotnictví jako garančnímu výboru. Lhůta k projednání výborem byla prodloužena na žádost ministra zdravotnictví o 20 dní a určena tím pádem na 90 dní.
- Vzhledem k připomínkám vlády a poslanců v rozpravě v 1. čtení bylo dohodnuto, že do 2. čtení bude předložen komplexní pozměňovací návrh k verzi projednávané v 1. čtení. V období říjen 2023 až březen 2024 probíhala řada jednání v různém složení na formátu poslanci-předkladatelé, sekretariát Rady vlády pro koordinaci politiky v oblasti závislosti, Národní protidrogový koordinátor, ministerstvo zdravotnictví, ministerstvo zemědělství, Státní zemědělská a potravinářská inspekce, ministerstvo financí, odbor vládní legislativy Úřadu vlády ČR s cílem přípravy konsenzuálního komplexního pozměňovacího návrhu. Problémovými oblastmi, na kterých nebylo dosaženo úplné shody, byla gesce za novou regulaci a za proces zařazování látek na seznamy (ministerstvo zdravotnictví versus úřad vlády), vývoz psychomodulačních látek (zakázat versus umožnit za přísných podmínek) a účelové určení poplatků (bez účelového určení versus poplatky jako příjem účelově určený na programy prevence a léčby závislostí).
- Ve dnech 7. a 14. února 2024 projednávala vláda otázku neregulovaného výskytu semi-syntetického kanabinoidu HHC a rozhodla o jeho zařazení (spolu s THCP a HHC-O) na seznam OPL, přestože je v projednávání v PSP zákon o PML (neustála tak tlak regulačního dilematu - viz výše). Rozhodnutí o zařazení na seznam omamných a psychotropních látek bylo vládou přijato jako usnesení č. 112/2024 (novela nařízení vlády byla vyhlášena ve sbírce zákonů jako nařízení vlády č. 52/2024 Sb.), nicméně na návrh ministra pro legislativu byl zákaz časově omezen do 31.12.2024. Dále vláda dne 12. června (usnesení č. 400/2024) rozhodla o zařazení dalších 7 semi-syntetických kanabinoidů na seznam návykových látek, obdobně jako v minulém případě s časovým omezením do 31.12.2024 (vyšlo ve sbírce zákonů jako nařízení vlády č. 176/2024 Sb.).
- Jednání Výboru pro zdravotnictví Poslanecké sněmovny k tisku 504/0, na kterém byl schválen komplexní pozměňovací návrh, se uskutečnilo 9. 4. 2024. Komplexní pozměňovací návrh byl schválen ve verzi prosazované ministerstvem zdravotnictví, tj. s gescí ministerstva zdravotnictví, se zákazem vývozu psychomodulačních látek a s poplatky jako příjmem státního rozpočtu bez účelového určení.
- Na 98. schůzi Poslanecké sněmovny dne 16.4. byl tisk 504/0 projednáván ve 2. čtení. V něm byl zamítnut návrh na vrácení zákona k projednání Výboru pro zdravotnictví, bych schválen komplexní pozměňovací návrh ve znění schváleném Výborem pro zdravotnictví dne 9. 4. 2024 a bylo načteno 6 dalších pozměňovacích návrhů. Dále byl schválen návrh na zkrácení lhůty pro projednání v garančním výboru (Výboru pro zdravotnictví) ze 14 na 7 dnů.
- Návrh zákona byl Poslaneckou sněmovnou schválen ve třetím čtení dne 3. 5. 2024.Poté bylo projednávání zákona přerušeno do ukončení lhůty pro technickou notifikaci u Evropské komise.
- Technická notifikace byla zahájena dne 17. května 2024, kdy Evropská komise obdržela podání s návrhem zákona a důvodovou zprávou pod notifikačním číslem 2024/0265/CZ (Czechia).[13] Notifikační lhůta uplynula 31. 8. 2024 s tím, že Evropská komise předložila  připomínky podle čl. 5 odst. 2 směrnice (EU) 2015/1535 o technické notifikaci, ve kterých upozornila ČR na některé aspekty regulace psychomodulačních látek ve vztahu k mezinárodní kontrole omamných a psychotropních látek a evropské potravinové a tabákové legislativě, aniž by konstatovala konflikt s evropským právem. Tisk 504/0 tedy postupuje z Poslanecké sněmovny dále do Senátu.
- Poslanecká sněmovna postoupila dne 13. 9. 2024 návrh zákona Senátu jako tisk 316.[14] Organizační výbor dne 17. 9. 2024 stanovil garančním výborem Výbor pro zdravotnictví a přikázal tisk k projednání Ústavně-právnímu výboru. Projednání ve Výboru pro zdravotnictví proběhlo 2. 10. 2024 a projednání v Ústavně-právnímu výboru 8. 10. 2024. Na plenárním zasedání 29. schůze Senátu (od 9. 10. 2024) byl dne 9. 10. 2024 návrh zákona projednán a usnesením č. 500 v hlasování č. 3 schválen.
- Dne 17. 10. 2024 byl návrh zákona podepsán Prezidentem České republiky. Zákon je účinný od 1. dne druhého měsíce po vyhlášení ve Sbírce zákonů.[15]
- Dne 7. 11. 2024 byl zákon vyhlášen vy sbírce zákonů jako zákon č. 321/2024 Sb., kterým se mění zákon č. 167/1998 Sb., o návykových látkách a o změně některých dalších zákonů, ve znění pozdějších předpisů, a další související zákony.[16]
- Od září 2024 se schází meziresortní pracovní skupina, která připravuje podzákonné normy k novému regulačnímu rámci. V listopadu informuje Ministerstvo zdravotnictví o novém regulačním rámci na svých stránkách.[17][18]
- Dne 11.12.2024 vláda projednávala návrh na novelu nařízení vlády č. 463/2013 Sb., o seznamech návykových látek. Původní návrh zahrnoval celkem 152 látek, které měly být zařazeny na různé přílohy tohoto nařízení, včetně 123 nových psychoaktivních látek ze skupiny psychotropních látek a 9 semi-syntetických kanabinoidů včetně HHC (navrhovaných k zařazení do přílohy č. 4). Oproti původnímu návrhu připravenému k jednání vlády však došlo na jednání vlády ke změně a na návrh ministra zdravotnictví byl návrh upraven a vláda rozhodla, že 123 plus 9 látek bude podle nového regulačního rámce zařazeno na seznam zařazených psychoaktivních látek (usnesení č. 943/2024). Navíc vláda stejným usnesením uložila ministru zdravotnictví předložit vládě do 30. ledna 2025 návrh nařízení vlády o seznamu psychomodulačních látek, zpracovat návrhy vyhlášek provádějících ta ustanovení zákona o návykových látkách, která umožní fungování rámce pro psychomodulační látky, tak, aby nabyly účinnosti nejpozději 1. července 2025, a dále uložila provést do 30. června 2025 hodnocení rizik podle nového regulačního rámce u látek HHC, THCP, HHCP, HHCH, HHCB, THCH, THCB, THC-C8, HHC-C8.
- Na základě předchozího usnesení projednala a schválila vláda na svém jednání dne 18.12.2024 (usnesení č. 984/2024) historicky vůbec první nařízení vlády o seznamu zařazených psychoaktivních látek s celkem 132 položkami (viz bod výše). Tento návrh byl notifikován Evropskou komisí (číslo oznámení 2024/0691/CZ)[19] a poté vyhlášen ve sbírce zákonů jako nařízení vlády č. 11/2025 Sb., o seznamu zařazených psychoaktivních látek.
- Na jednání vlády dne 19.02.2025 byl předložen historicky první návrh nařízení vlády o seznamu psychomodulačních látek obsahující 4 položky: kratom, kratom extrakt, konopí do 1 % THC a konopí extrakt a tinktura do 1 % THC (č.j. OVA 91/25).[20] Vláda projednávání tohoto materiálu přerušila do jeho notifikace Evropskou komisí, jejíž lhůta začala běžet 17. února 2025 (číslo oznámení 2025/0093/CZ).[21]
- Dne 17.02.2025 byly do vnějšího připomínkového řízení vlády předložen návrh vyhlášky o psychomodulačních látkách[22] a návrh vyhlášky o tiskopisech a evidenci psychomodulačních látek a zařazených psychoaktivních látek.[23]
- Po vypořádání připomínek byl návrh vyhlášky o psychomodulačních látkách odeslán k notifikaci Evropskou komisí, jejíž lhůta začala běžet 02.04.2025 (číslo oznámení 2025/0191/CZ).[24]
- Dne 20.03.2025 proběhlo jednání Rady vlády pro koordinaci politiky v oblasti závislostí (RVKPZ), na kterém bylo schváleno ustavení Poradního výboru pro posuzování psychoaktivních látek,[25] který bude posuzovat zdravotní rizika psychoaktivních látek pro účely zařazení do různých kategorií podle zákona o návykových látkách (návykové látky, zařazené psychoaktivní látky, psychomodulační látky), ve spolupráci s pracovní skupinou[26] Systému včasného varování před novými psychoaktivními látkami.[27]

## O vzniku výrazupsychomodulační látka
Autorem výrazu psychomodulační látka je Viktor Mravčík, český epidemiolog v oblasti závislostí. Ten a další členové úzkého realizačního týmu (Petr Pleva, Jana Michailidu, Martin Kuchař, Matyáš Lucký, Lucia Kiššová) nejdříve z vlastní iniciativy, později v rámci dekriminalizačních a regulačních iniciativ Národního protidrogového koordinátora Jindřicha Vobořila nový zákonný rámec připravili a provázeli připomínkovacím a legislativním procesem. Výraz psychomodulační má odkazovat k existenci psychoaktivního účinku, tj. ke schopnosti ovlivňovat (modulovat) psychické procesy, ale současně mělo jít o nový neutrální výraz, který novou kategorii látek odlišuje od stávajících kategorií s existujícími právními či odbornými definicemi a významy (jako návykové, psychoaktivní, omamné, psychotropní apod.).